# Dème de Sympolitía
Le dème de Sympolitía, en grec moderne : Δήμος Συμπολιτείας / Dímos Symbolitías, est un ancien dème du district régional d'Achaïe, en Grèce-Occidentale. Depuis 2010, il est fusionné au sein du dème d'Égialée.
Selon le recensement de 2011, la population du dème compte 6 311 habitants.